# Santia urospinosa
Santia urospinosa is een pissebed uit de familie Santiidae. De wetenschappelijke naam van de soort is voor het eerst geldig gepubliceerd in 2002 door Brian Frederick Kensley & Marilyn Schotte.